# Xã Polk, Quận Jefferson, Pennsylvania
Xã Polk (tiếng Anh: Polk Township) là một xã thuộc quận Jefferson, tiểu bang Pennsylvania, Hoa Kỳ. Năm 2010, dân số của xã này là 265 người.